# Conus comptus
Conus comptus é uma espécie de gastrópode do gênero Conus, pertencente à família Conidae.